# 胡利奥·玛丽亚·桑吉内蒂
胡利奥·玛丽亚·桑吉内蒂·科伊罗洛（西班牙語：Julio María Sanguinetti Coirolo，1936年1月6日—），乌拉圭政治家、曾兩度出任乌拉圭总统。

## 人物经历
桑吉内蒂生于乌拉圭蒙得维的亚市的一个意大利裔家庭里。早年在乌拉圭共和国大学法律和社会科学系就读，毕业后成为一名律师，并加入红党，步入政坛。曾三次当选乌拉圭国会的众议员，又担任过工商部长、教育和文化部长等职。1983年当选为红党总书记，1984年8月經黨派聯合推舉，當選總統，终结了长达12年之久的独裁统治。桑吉内蒂在第一个任期内，与中华民国断交，并与中华人民共和国建交。
1994年11月27日，桑吉内蒂擊敗左派候選人塔瓦雷·巴斯克斯再次当选总统。